# Slid
Slid – rzeka w świecie Helheim niosąca zamiast wody miecze i oszczepy symbolizujące zimno, którego źródłem jest Hvergelmir. Płynęła od wschodu, z krainy Hrimthursów i stanowiła granicę między światem żywych i światem umarłych. 